# Rezerwat przyrody Zátoňská hora
Zátoňská hora – rezerwat przyrody w kraju południowoczeskim w Czechach.
Rezerwat ten został ustanowiony 21 grudnia 1989 roku. Znajduje się na stokach Zátoňskej hory, na gruntach wsi Lenora w Powiecie Prachatice, w obrębie obszarów chronionych: CHKO Šumava, SOOS Šumava i OSO Šumava. Zajmuje powierzchnię 49,29 ha i położony jest na wysokości od 860 do 1033 m n.p.m. Na północ od rezerwatu położona jest stacja Zátoň.
Ochronie podlegają tu górskie lasy mieszane o charakterze pierwotnym. 90% powierzchni zajmują żyzne buczyny i lasy bukowo-jodłowe (zespół Asperulo-Fagetum), a pozostałe 10% górska jaworzyna wiązowo-jesionowa (związek Tilio-Acerion). Do rosnących tu roślin zagrożonych lub chronionych należą: cis pospolity, gruszycznik jednokwiatowy, korzeniówka pospolita, urdzik górski, żywiec cebulkowy i żywiec dziewięciolistny.
Stwierdzone tu chronione lub zagrożone grzyby to z kolei: muchomor brązowooliwkowy (Amanita submembranacea), Antrodiella mentschulensis, Asterostroma medium, Candelabrochaete septocystidia, Camarops tubulina, pieprznik pomarańczowy (Cantharellus friesii), Clausilia cruciata, Clitocybula lacerata, Cortinarius porphyropus, Cystostereum murrayi, Entoloma placidum, Flammulaster limulatus, Gymnopilus bellulus, Gymnopus fagiphilus, piestrzyca popielata (Helvella macropus), soplówka jodłowa (Hericium flagellum), Hohenbuehelia auriscalpium, szczecinkowiec jodłowy (Hymenochaete cruenta), Hypochnicium vellerum, Inocybe hirtella, Inocybe hystrix, Irpex lacteus, mleczaj ostry (Lactarius acris), Lactarius fluens, Lactarius ruginosus, mleczaj jodłowy (Lactarius salmonicolor), Lentinellus castoreus, Melanophyllum haematospermum, Multiclavula mucida, mądziak psi (Mutinus caninus), Omphalina epichysium, Omphalina grossula, Parmelia submontana, kustrzebka soczysta (Peziza succosa), Phellinus nigrolimitatus, Phlebia centrifuga, Phleogena faginea, Pholiota squarrosoides, Pluteus chrysophaeus, Pluteus luctuosus, drobnołuszczak pomarszczony (Pluteus phlebophorus), Pluteus podospileus, Pluteus thomsonii, Pluteus umbrosus, Psathyrella spintrigeroides, pomarańczowiec błyszczący (Pycnoporellus fulgens), gołąbek białoczarny (Russula albonigra), gołąbek brunatnofioletowy (Russula brunneoviolacea), Russula curtipes, Russula solaris, Sparassis nemecii oraz żyłkowiec różowawy (Rhodotus palmatus).
Faunę reprezentują pająki: bagnik przybrzeżny, Lepthyphantes nodifer i Pardosa sordidata, chrząszcz biegacz dołkowany oraz kręgowce: ropucha szara, bocian czarny, dzięcioł białogrzbiety, dzięcioł czarny, dzięcioł trójpalczasty, jarząbek zwyczajny, jastrząb zwyczajny, kobuz, kruk zwyczajny, krogulec zwyczajny, kos zwyczajny, orzechówka zwyczajna, siniak, ryś euroazjatycki i wiewiórka pospolita.